# William Bertram Turrill
 (mars 2021).
William Bertram Turrill (14 juin 1890 - 15 décembre 1961) est un botaniste anglais.

## Biographie
Turrill naît à Woodstock, dans l'Oxfordshire, fils de William Banbury et Thirza Mary (née Homan). Il effectue ses études à la Woodstock National School.
Turrill effectue sa carrière aux jardins botaniques royaux de Kew. Il est à l'origine de nombreuses innovations, notamment une classification mathématique de la forme des feuilles. Il est l'auteur du dixième volume de la collection New Naturalist, intitulé British Plant Life, paru en 1948.

## Prix et distinctions
William Turrill est promu officier de l'Ordre de l'Empire britannique en 1955 et reçoit la médaille d'or de la Linnean Society of London en 1958. Il est élu membre de la Royal Society la même année en raison de « ses travaux sur la taxonomie des plantes, de son approche expérimentale et génétique des problèmes portant sur les espèces botaniques britanniques et de son exceptionnelle connaissance des flores du Proche-orient »[réf. nécessaire].
L'abréviation Turrill dans le nom attribué à une plante fait référence à William Bertram Turrill.

## Éponymie
Les espèces végétales Veronica turrilliana, Symplocos turrilliana, Cryptocarya turrilliana, Astragalus turrillii et Cyperus turrillii portent son nom.